# K-World
K-World var ett utbildningsföretag som distribuerade innehåll via Internet och en TV-kanal.
Företaget startades 1998 av TV-personerna Annie Wegelius och Maria Borelius. Deras ursprungstanke var att starta ett utbildningsföretag med TV- och internetmedierna som plattform. Dessutom startades friskolan Mobila Gymnasiet med 950 elever utspridda på fyra skolor i Stockholm, Göteborg och Malmö. Huvudinvesterare var Investor och familjen Rausing.
Vad som ursprungligen kallades Kunskaps-TV var en av få helt nya kanaler att få tillstånd att sända i det svenska marknätet när Sveriges regering delade ut dessa den 25 juni 1998. TV-kanalen K World började sända den 31 oktober 1999.
I augusti 2001 köpte K-World det schweiziska utbildningsföretaget Viviance, varefter 3i blev delägare i bolaget.
K-World kom snart fram till att TV-distribution inte var en strategisk fördel vad gällde e-lärande och försökte därför sälja TV-kanalen. Någon köpare hittades dock aldrig och beslut togs om att lägga ner kanalen som slutade sända den 31 mars 2002. Tanken var att fokusera företaget på e-lärande, men den 6 maj 2002 sattes K-World i konkurs. Företaget hade då kostat 700 miljoner i investeringar.

## Källhänvisningar
1. ↑  Albert Bonnier blir chefredaktör på Wegelius K-World, Dagens Media, 26 oktober 1999
2. ↑  K-World köper schweiziskt bolag Arkiverad 1 december 2018 hämtat från the Wayback Machine., Affärsvärlden, 6 augusti 2001
3. ↑  K-world letar köpare till tv-kanalen, Dagens Media, 5 september 2001
4. ↑  K-World läggs ned - 14 får lämna företaget, Dagens Media, 5 mars 2002
5. ↑  K-World läggs ner, Resumé, 5 mars 2002
6. ↑  K-World i konkurs, Dagens Media, 10 maj 2002
7. ↑  Tv-fiasko för 700 miljoner, Aftonbladet, 30 juni 2002